# Pilion (berg)
Pilion (Grieks: Πήλιο) is een berg in Griekenland. De berg ligt in de regio Thessalië, in het centrale deel van het land, 170 kilometer ten noorden van de hoofdstad Athene. De top van Pilion ligt op een hoogte van 1.624 meter boven zeeniveau, het is het hoogste punt in de regio. De berg Pilion ligt op het haakvormige schiereiland met dezelfde naam. 

## Geografie en economie
De berg is dichtbegroeid met loofbos, voornamelijk beuken, eiken, esdoorn, kastanje-bomen, olijf, appel- en perenbomen. Voor toeristen aantrekkelijke wandelpaden over de goed bewaterde hellingen geven toegang tot bronnen en baaien met zand- en kiezelstranden. Water wordt door aangelegde stenen beddingen geleid om het naar de dorpen en de erbij gelegen boomgaarden te brengen. De hogere delen van de berg kennen voldoende sneeuwval om wintersport mogelijk te maken. De faciliteiten daarvoor zijn van kerstmis tot pasen operationeel. Het gebied rond Pilion is heuvelachtig tot bergachtig. Rond Pilion wonen 139 mensen per vierkante kilometer. De dichtstbijzijnste stad is Volos, een havenstad, 11,4 km en zuidwesten van de berg. In de omgeving van Pilion groeit voornamelijk laag subtropisch bos, minder dichtbegroeid dan de berg.

## Klimaat
Het klimaat in het gebied is gematigd. De gemiddelde jaartemperatuur is 15 °C. De warmste maand is juli, wanneer de gemiddelde temperatuur 26 °C is, en de koudste is januari, met 6 °C. De gemiddelde jaarlijkse neerslag is 835 millimeter. De natste maand is december, met gemiddeld 148 mm neerslag, en de droogste is augustus, met 17 mm.

## Mythologie
De berg Pilion ontleent zijn naam aan de mythische koning Peleus, vader van Achilles. Het is het thuisland van Cheiron de Centaur en leraar van veel oude Griekse helden. Op de berg, in de buurt van Cheirons' grot, vond het huwelijk van Thetis en Peleus plaats. De godin Eris, die niet uitgenodigd was, bracht, om daarvoor wraak te nemen, een gouden appel mee met het opschrift "voor de mooiste". De ruzie die toen ontstond tussen de godinnen Hera, Aphrodite en Athene, resulteerde in gebeurtenissen die leidden tot de Trojaanse Oorlog. Toen de tweeling Otus en Ephialtes probeerde de Olympus te bestormen, legden de godinnen de berg Pilion op de berg Ossa. Vandaar de uitdrukking "Pilion op Ossa stapelen".

## Recente geschiedenis

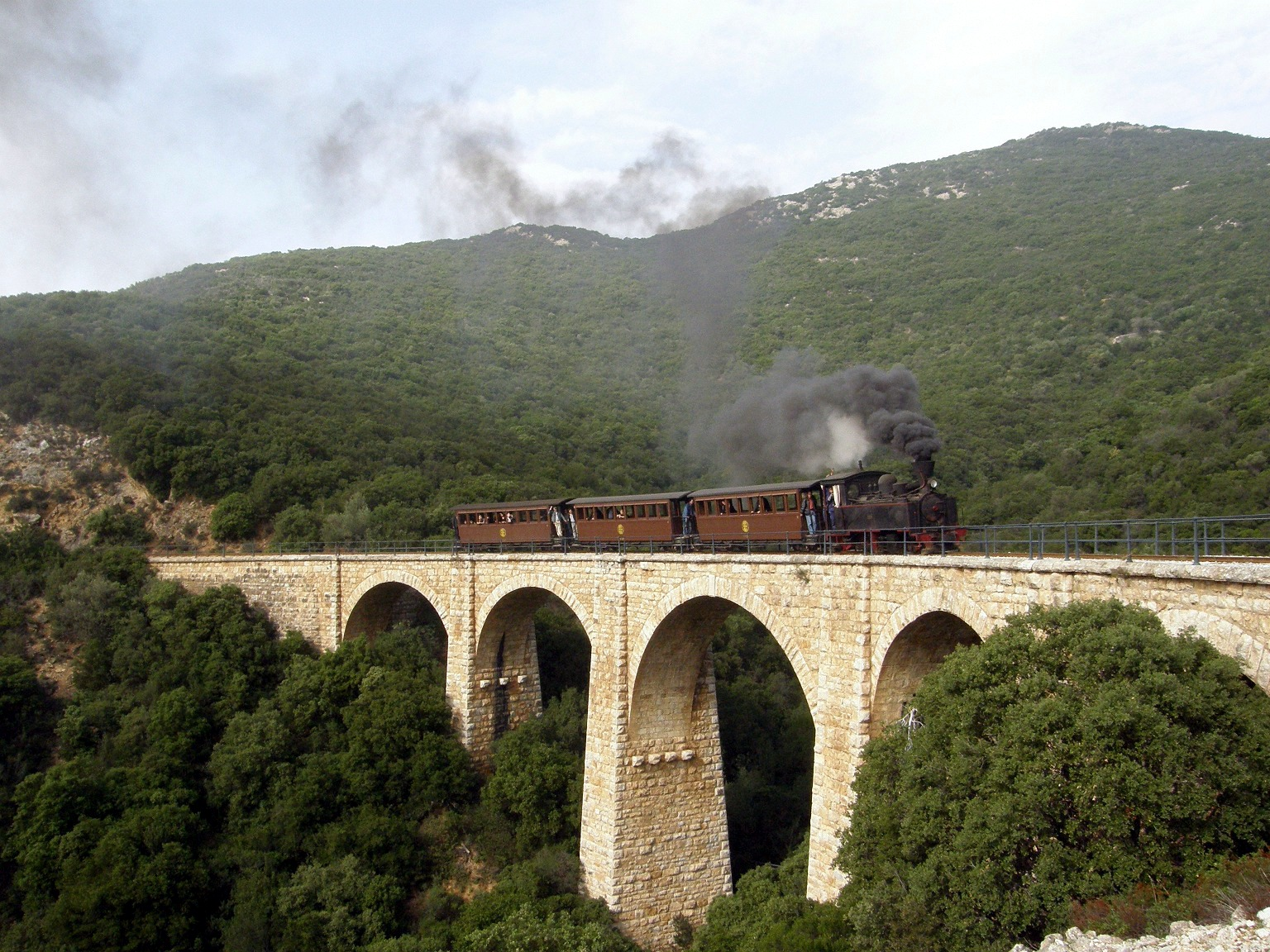
Een Tubize smalspoorlocomotief op de Pilion-spoorlijn

De Pilion-spoorlijn, die aangelegd werd in de periode 1892–1903, was de eerste serieuze openbare investering in het gebied. Elektriciteit, radio en auto's werden op de berg geïntroduceerd in de jaren 1950. Televisie kwam er in de jaren 1970 en computers en internet eind jaren 1990. Het noordelijke deel van het Pilio-gebergte werd op dinsdag 26 juni 2007 getroffen door een grote bosbrand, die in Siki begon. De brand duurde enkele dagen en verschillende dorpen liepen schade op. Het bos herstelde zich daarna snel.

## Communicatie
Op de berg staat een zendmast die radio- en televisiezenders uitzendt.